# Карповичи (Могилёвская область)
Ка́рповичи (бел. Ка́рпавічы) — деревня в составе Козловичского сельсовета Глусского района Могилёвской области Республики Беларусь.

Передана из Кировского сельсовета в состав Козловичского сельсовета 10 июля 2012 г.

## Население
- 1999 год — 49 человек
- 2009 год — 44 человека